# 奧地利的瑪麗亞·約瑟法 (1687-1703)
奧地利的瑪麗亞·約瑟法（德語：Maria Josepha von Österreich，1687年3月6日—1703年4月14日），神聖羅馬皇帝利奧波德一世的第七女（第二、三女夭折，形同第五女）。
1703年，瑪麗亞·約瑟法因天花去世，年僅16歲。